# Johann von Apremont
Johann von Apremont († 10. Dezember 1238) war von 1217 bis 1224 Bischof von Verdun und von 1224 bis zu seinem Tod Bischof von Metz.

## Leben
Johann entstammte dem lothringischen Adelsgeschlecht der Herren von Apremont. Seine Eltern waren Gottfried I. von Apremont und Elisabeth von Dampierre, eine Tochter Wilhelms I. von Dampierre. Er war Domherr in Metz und Verdun und wurde 1217 zum Bischof von Verdun gewählt, brauchte jedoch, da er noch nicht das kanonische Alter erreicht hatte, einen Dispens von Papst Honorius III. Seine Reform des Verduner Klerus gelang nur teilweise. Er bestand auf der Residenzpflicht und der regelmäßigen Teilnahme am Chordienst, jedoch folgten nicht alle Domherren diesen Anordnungen. Johann erwarb Rechte an Hattonchâtel und Sampigny. Während seiner Amtszeit wurden in der Diözese vier Klöster gegründet: 1219 ein Augustinerchorherrenpriorat in Beauchamp bei Clermont-en-Argonne und das Stift zu St. Nicolas-des-Prés, 1222 folgten Niederlassungen der Dominikaner und Franziskaner in Verdun. Nach seiner 1224 erfolgten Wahl zum Bischof von Metz, gelang es ihm in Verdun die Nachfolge seines Vetters Rudolf von Thourotte zu sichern.
Bereits kurz nach Beginn seiner Amtszeit in Metz wurde Johann in einen Streit zwischen den Bürgern und dem Adel von Metz verwickelt. Nach dem Tod der Erbin der Grafen von Dagsburg, Gertrud, im Jahr 1225 zog Johann die bischöflichen Lehen ein. Dies führte zum Konflikt mit Gertruds Witwer, Simon von Leiningen, der erst durch die Ehe Simons mit Jeanne, der Nichte Bischof Johanns, beigelegt wurde. Johann gelang es, die Grafschaft Metz sowie die Burgen Saarburg, Saaralben, Turquestein und Herrenstein einzuziehen. 1235 wurde nach dem Tod Simons III. von Saarbrücken die Grafschaft Saarbrücken vakant. Simons Erbtochter Lauretta, heiratete Johanns Neffen Gottfried II. von Apremont. Der Konflikt mit den Metzer Bürgern zwang den Bischof, sich nach Châtel-Saint-Germain zurückzuziehen. Johann verhängte das Interdikt über Metz. Sein Versuch, den Grafen von Bar und den Herzog von Lothringen auf seine Seite zu ziehen, scheiterte jedoch. Erst 1234 kam es, nach mehreren vergeblichen Versuchen, zu einem Friedensvertrag mit dem Metzern. Johann starb am 10. Dezember 1238 und wurde in der Kathedrale von Metz begraben.